# Échange standard (film, 2011)
Pour les autres significations, voir Échange standard.
Pour plus de détails, voir Fiche technique et Distribution.
Échange standard ou Lui, c'est moi au Québec (The Change-Up ou anciennement The Meeting Children) est un film américain réalisé par David Dobkin, sorti en 2011.

## Synopsis
Dave et Mitch sont deux amis de longue date, qui mènent des vies très différentes dans la ville d'Atlanta. Un matin, ils se réveillent l'un dans le corps de l'autre et vice versa.

## Fiche technique
- Titre original : The Change-Up (anciennement The Meeting Children)
- Titre français : Échange standard
- Titre québécois : Lui, c'est moi
- Réalisation : David Dobkin
- Scénario : Jon Lucas et Scott Moore (en)
- Direction artistique : Ian Gracie et Thomas Minton
- Décors : /
- Costumes : Betsy Heimann
- Photographie : Eric Alan Edwards
- Montage : Don Zimmerman
- Musique : John Debney et Theodore Shapiro
- Casting : Lisa Beach et Sarah Katzman
- Production : David Dobkin et Neal H. Moritz
  - Production exécutive : Joseph M. Caracciolo Jr., Jeff Kleeman, Ori Marmur, Jonathon Komack Martin, Scott Bernstein et Maradith Frenkel
- Sociétés de production : Original Film, Relativity Media, Spyglass Entertainment et Rocket Pictures
- Sociétés de distribution : 
  - Universal Pictures (États-Unis)
  - Optimum Releasing (Royaume-Uni)
  - Universal Pictures International France (France)
- Budget : 52 millions de dollars
- Pays d'origine :  États-Unis
- Langue originale : anglais
- Format : couleur - 35 mm - 2,35:1 - son Dolby Digital - DTS
- Genre : Comédie, fantastique
- Durée : 112 minutes
- Dates de sortie :
  -  États-Unis,  Royaume-Uni : 5 août 2011[1]
  -  France 28 décembre 2011

Source : IMDb

## Distribution

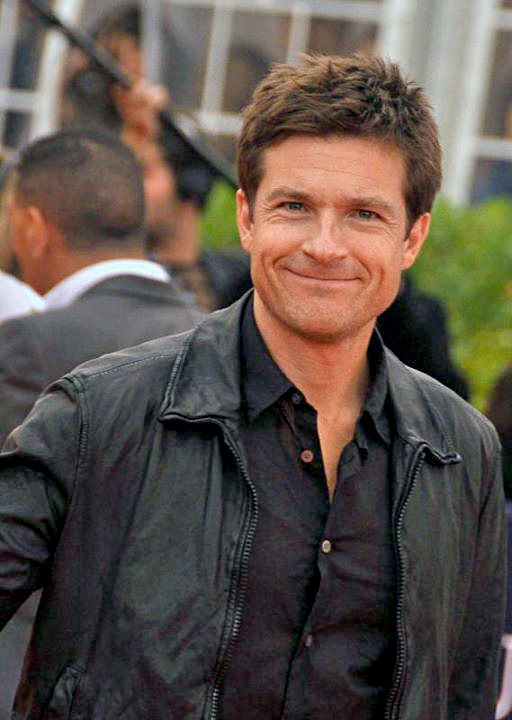
L'acteur Jason Bateman au Festival du cinéma américain de Deauville 2011.

- Ryan Reynolds (VF : Pierre Tessier ; VQ : François Godin) : Mitch Planko
- Jason Bateman (VF : Bruno Choël ; VQ : Yves Soutière) : Dave Lockwood
- Leslie Mann (VF : Brigitte Aubry ; VQ : Viviane Pacal) : Jamie Lockwood
- Olivia Wilde (VF : Caroline Victoria ; VQ : Catherine Proulx-Lemay) : Sabrina McKay
- Alan Arkin (VF : Jean Lescot ; VQ : Jacques Lavallée) : Mitch Planko Senior, le père de Mitch
- Sydney Rouviere (VF : Lou Marais) : Cara Lockwood
- Mircea Monroe (VF : Sybille Tureau ; VQ : Émilie Bibeau) : Tatiana
- Lauren Bain : Sarah
- Luke Bain : Peter
- TJ Hassan : Kato
- Ned Schmidtke (VF : Gérard Abela ; VQ : Guy Nadon) : Ted Norton
- Jeanine Jackson (VF : Catherine Artigala) : Carla Nelson
- Shannon Richardson : Becky
- Gregory Itzin (VF : Michel Prud'homme ; VQ : Jean-Luc Montminy) : Flemming Steel

- Version française
  - Société de doublage : Dubbing Brothers[3]
  - Direction artistique : Béatrice Delfe[3]
  - Adaptation des dialogues : Didier Drouin

Sources et légendes : Version française (VF) sur RS Doublage ; Version québécoise (VQ) sur Doublage.qc.ca